# Голостовиці
Голостовиці (пол. Gołostowice, нім. Golschau) — село в Польщі, у гміні Кондратовиці Стшелінського повіту Нижньосілезького воєводства.
Населення — 231 особа (2011).
У 1975-1998 роках село належало до Вроцлавського воєводства.

## Демографія
Демографічна структура станом на 31 березня 2011 року:
|          | Загалом | Допрацездатний вік | Працездатний вік | Постпрацездатний вік |
| -------- | ------- | ------------------ | ---------------- | -------------------- |
| Чоловіки | 122     | 27                 | 88               | 7                    |
| Жінки    | 109     | 20                 | 68               | 21                   |
| Разом    | 231     | 47                 | 156              | 28                   |